# Clérey-la-Côte
Clérey-la-Côte és un municipi francès, situat al departament dels Vosges i a la regió del Gran Est. L'any 2007 tenia 38 habitants.

## Demografia

### Població
El 2007 la població de fet de Clérey-la-Côte era de 38 persones. Hi havia 20 famílies, de les quals 8 eren unipersonals (8 homes vivint sols), 4 parelles sense fills, 4 parelles amb fills i 4 famílies monoparentals amb fills.
La població ha evolucionat segons el següent gràfic:
Habitants censats

### Habitatges
El 2007 hi havia 26 habitatges, 19 eren l'habitatge principal de la família, 5 eren segones residències i 2 estaven desocupats. 25 eren cases i 1 era un apartament. Dels 19 habitatges principals, 18 estaven ocupats pels seus propietaris i 1 estava cedit a títol gratuït; 1 tenia tres cambres, 9 en tenien quatre i 9 en tenien cinc o més. 12 habitatges disposaven pel capbaix d'una plaça de pàrquing. A 7 habitatges hi havia un automòbil i a 9 n'hi havia dos o més.

### Piràmide de població
La piràmide de població per edats i sexe el 2009 era:
| Homes | Edats   | Dones |
| ----- | ------- | ----- |
| 0     | 95 o +  | 0     |
| 4     | 90 a 94 | 0     |
| 0     | 85 a 89 | 0     |
| 0     | 80 a 84 | 0     |
| 0     | 75 a 79 | 0     |
| 4     | 70 a 74 | 4     |
| 4     | 65 a 69 | 0     |
| 0     | 60 a 64 | 0     |
| 0     | 55 a 59 | 4     |
| 0     | 50 a 54 | 0     |
| 0     | 45 a 49 | 0     |
| 4     | 40 a 44 | 4     |
| 0     | 35 a 39 | 0     |
| 0     | 30 a 34 | 0     |
| 4     | 25 a 29 | 0     |
| 0     | 20 a 24 | 0     |
| 4     | 15 a 19 | 0     |
| 4     | 10 a 14 | 4     |
| 0     | 5 a 9   | 0     |
| 0     | 0 a 4   | 0     |

## Economia
El 2007 la població en edat de treballar era de 25 persones, 17 eren actives i 8 eren inactives. De les 17 persones actives 16 estaven ocupades (11 homes i 5 dones) i 1 aturada (1 home). De les 8 persones inactives 4 estaven jubilades, 2 estaven estudiant i 2 estaven classificades com a «altres inactius».
Activitats econòmiques
Dels 2 establiments que hi havia el 2007, 1 era d'una empresa de comerç i reparació d'automòbils i 1 d'una empresa de serveis.
L'any 2000 a Clérey-la-Côte hi havia 5 explotacions agrícoles.

## Poblacions més properes
El següent diagrama mostra les poblacions més properes.